# نظامی حاجیف
نظامی حاجیف (ترکی آذربایجانی: Nizami Hacıyev؛ زادهٔ ۸ فوریهٔ ۱۹۸۸) بازیکن فوتبال اهل جمهوری آذربایجان است.
از باشگاه‌هایی که در آن بازی کرده‌است می‌توان به باشگاه فوتبال آزال باکو، باشگاه فوتبال قبله، باشگاه فوتبال خزر لنکران، و باشگاه فوتبال کشیلا اشاره کرد.
وی همچنین در تیم‌های ملی فوتبال زیر ۲۱ سال جمهوری آذربایجان، زیر ۲۱ سال جمهوری آذربایجان، و جمهوری آذربایجان بازی کرده‌است.